# 10211 La Spezia
10211 La Spezia este un asteroid din centura principală de asteroizi.

## Descriere
10211 La Spezia este un asteroid din centura principală de asteroizi. A fost descoperit pe 6 septembrie 1997 la Monte Viseggi la Observatorul astronomic din Monte Viseggi. Asteroidul prezintă o orbită caracterizată de o semiaxă mare de 2,44 ua, o excentricitate de 0,17 și o înclinație de 2,5° în raport cu ecliptica.